# Янголи з брудними обличчями
«Янголи з брудними обличчями» (англ. Angels with Dirty Faces) — відома і часто цитована гангстерська драма 1938 року, знята Майклом Кертісом на кіностудії Warner Brothers. До головних ролей залучені зірки Голлівуду 1930–1940-х років: Джеймс Кегні, Гамфрі Богарт, Пет О'Браєн і група молодих акторів, відомих як «Dead End Kids».

## Сюжет
Підлітки Роккі Салліван (Джеймс Кегні) і Джеррі Конноллі (Пет О'Браєн) — нерозлучні друзі дитинства, типові «діти вулиці». Але одного разу їм не пощастило. Під час спроби вкрасти авторучки із залізничного вагона Роккі попався, натомість Джеррі вдалося вислизнути. Вийшовши зі спецшколи, Роккі не перестав провадити ризиковане життя і незабаром став відомим гангстером. Джеррі ж, навпаки, обрав шлях духовного очищення, ставши священником.
Роккі повертається до рідного району, де Джеррі смиренно несе свою службу і терпляче працює з місцевими хлопчиськами, оберігаючи їх від впливу вулиці й не даючи їм стати на шлях криміналу. Шестеро з них: Соупі (Soapy), Свінґ (Swing), Бім (Bim), Петсі (Patsy), Крабфейс (Crabface) і Ганкі (Hunky), вважають своїм кумиром Роккі, і Джеррі, бачачи це, намагається переконати старого друга не втягувати підлітків у сумнівні справи.
Роккі виходить на Фрейзера (Гамфрі Богарт), знайомого корумпованого адвоката, і Кіфера (Джордж Бенкрофт), міського підрядника і тіньового ділка. Фрейзер заборгував Роккі 100 тисяч доларів, але Роккі цього мало — він хоче ввійти до великої справи, хоче контролювати частину міста, фактично, зайняти місце Кіфера. Фрейзер і Кіфер намагаються позбутися Роккі, але той розкриває їхні плани і заодно знаходить записну книжку, в якій вони вели облік хабарів, виплачених впливовим особам міста. Узявши адвоката в заручники, Роккі вимагає від його партнера виплатити борг. Кіферу нічого не залишається, як сплатити Роккі 100 тисяч. Але дещо згодом, скориставшись своїми зв'язками, він наводить на Роккі поліцію. Поліція приходить заарештувати Роккі, але той в останній момент встигає передати конверт з грошима одному з підопічних Джеррі, і підліток його зберігає.
Роккі заарештований, однак грошей при ньому немає, Фрейзер знаходиться в невідомому місці, і що головне, записна книжка і папери, такі небезпечні для владної верхівки міста, також не знайдені. Кіфер розуміє, що тримати Роккі в поліції не можна, позаяк його можливі спільники можуть пустити в обіг наявний компромат. Роккі випускають на свободу в той же день, і це стає головною новиною в ранкових газетах.
Джеррі вирішує скористатись цим випадком, аби викрити владу міста у зв'язках зі злочинним світом, покінчити із засиллям криміналу у владних колах і назавше позбавити молодь від перспективи стати такими, як його друг дитинства. Він пропонує Роккі залишити місто, оскільки збирається використовувати ім'я свого друга для компрометації й повалення шахраюватих міських ділків. Роккі відмовляється полишити місто, в якому він відчуває себе королем, до того ж він не вірить, що священикові до снаги виконати таке завдання. На щастя для Джеррі, він знаходить підтримку в редакції однієї з міських газет і починає кампанію з викриття корумпованої влади. Фрейзер і Кіфер розуміють, чим їм це загрожує, і разом планують убити священника. Однак Роккі їх випереджає і розправляється з обома, рятуючи життя своєму другові.
Кампанія Джеррі приносить свої плоди. Після запеклої перестрілки Роккі заарештовують і йому загрожує смертна кара на електричному стільці. Джеррі відвідує його у в'язниці й просить перед смертю надати ще одну послугу — померти, благаючи про помилування, поставши перед громадськістю безпорадним і боягузливим слабаком. Тим самим Джеррі сподівається розвінчати образ героя-гангстера Роккі в очах своїх підопічних, яких він хоче виправити. Роккі з обуренням відкидає пропозицію, заявляючи, що буде «триматися до кінця» і не відмовиться від єдиного, що у нього залишилося — своєї честі. Але в останню мить Роккі розуміє, що хоче виконати останнє прохання Джері. Він починає кричати, плакати, противитися, як наслідок його силою волочать до електричного стільця. Глядач сумнівається, чи виконав Роккі прохання священника, чи ж насправді був боягузом. Хлопці, дізнавшись про те, як помер Роккі, вирішують, що він «слабак». Після цього вони разом із Джеррі вирушають на месу.

## У ролях
- Джеймс Кегні — Роккі Саллівен
- Пет О'Браєн — Джеррі Конноллі
- Гамфрі Богарт — Джеймс Фрейзер
- Енн Шерідан — Лорі Мартін
- Джордж Бенкрофт — Мак Кіфер
- Біллі Гелоп — Соупі

## Нагороди
- 3 номінації на Оскар — найкращі режисер, сценарій, актор (Джеймс Кегні).
- Премія кінокритиків Нью-Йорка — найкращий актор року (Джеймс Кегні).

## Критика
Фільм не проходить тест Бекдел.

## Вплив на мас-культуру
- У 1939 році кінокомпанія Warner Brothers випустила мультиплікаційний фільм «Thugs with Dirty Mugs» («Убивці з брудними обличчями»), в якому зірки Голлівуду, що знімалися у фільмі, постали в карикатурному вигляді. Мультфільм поставив знаменитий мультиплікатор Текс Ейвері.
- У 1950-их роках у збірній команді Аргентини з футболу виблискували форварди Антоніо Анджелілло, Омар Сіворі та Умберто Маскіо. Ця трійка нападників отримала прізвисько «Янголи з брудними обличчями». Також їх називали «Тріо смерті» за холоднокровність у завершенні атак.
- У фільмі «Сам удома» присутнє відсилання на фільм під назвою "Angels with Filthy Souls" («Янголи з брудними душами»). По телевізору показано сцену розмови гангстера Джонні з персонажем Снейксом. Після короткої суперечки Джонні каже, що дає Снейксові 10 секунд, аби той вшивався. Далі він рахує до двох і говорить «Десять!», після чого відстрілює довгу кулеметну чергу, і каже: «Решти не треба, тварюко!».
- У сиквелі «Сам удома 2: Загублений у Нью-Йорку» можна побачити сцени з продовження до фільму "Angels with Even Filthier Souls" («Янголи з іще бруднішими душами»). Цього разу, Джонні викриває свою обраницю в зраді. Вона все заперечує і Джонні каже, що вірить їй, та раптом він дістає свій автомат Томпсона, каже стати їй на коліна і сказати, що вона його любить. Опісля він каже, що остаточно вірить їй і дасть 3 секунди, аби вона забралася геть. Прорахувавши до трьох, він відстрілює довгу кулеметну чергу й після чого каже: «З Різдвом тебе, брудна тварино! І з Новим Роком!». В обох фільмах Кевін використовує ці епізоди для залякування грабіжників чи людей, яким здається, що з ними із сусідньої кімнати розмовляє справжній гангстер.
- У Нью-Йорку є знаменитий ірландський паб під іменням «Rocky Sullivan’s Pub», названий на честь головного героя фільму.
- У комп'ютерній грі "Mafia: The City of Lost Heaven" («Мафія: Місто втраченого раю») наявне відсилання в одній місії, а саме сцена, де Полі розстрілює в телефонній будці ресторану гангстера, який підійшов замість Серджіо Морелло.
- У комп'ютерній грі Mafia 2 один з епізодів прологу практично точно повторює першу сцену фільму. Герої гри Віто і Джо тікають від поліції, Джо вдається вислизнути, натомість Віто заарештовують, коли він намагається перелізти через паркан.